# 2000 Mädchen
«2000 Mädchen» (en español: 2000 mujeres) es la tercera canción y segundo sencillo del álbum Ist das alles? (13 Höhepunkte mit den Ärzten).

## Canciones
1. «2000 Mädchen» (Radio-Mix) (Urlaub/Urlaub, Felsenheimer) - 3:31
2. «Nein, nein, nein» (Urlaub/Felsenheimer) - 3:42

### Maxisencillo
1. «2000 Mädchen» (Wumme-Mix) (Urlaub/Urlaub, Felsenheimer) - 5:55
2. «Nein, nein, nein» (Urlaub/Felsenheimer) - 3:42
3. «2000 Mädchen» (Radio-Mix) (Urlaub/Urlaub, Felsenheimer) - 3:31

### Lado B
Nein, nein, nein (no, no, no) es una de las canciones del show de Gabi y Uwe Hoffman
- Datos: Q4597662